# Lucky Luke (film, 1991)
A Lucky Luke 1991-ben bemutatott olasz-amerikai western filmvígjáték, amelyet az azonos című belga képregény alapján Terence Hill rendezett. A főbb szerepekben Terence Hill, Nancy Morgan, Roger Miller, Fritz Sperberg és Dominic Barto látható. 
Ez a film volt a következő évben bemutatott azonos című televíziós sorozat próbaepizódja is. 

## Cselekmény
Amikor a telepesek a sivatag közepén százszorszépet találnak egy megfelelő földterület keresése közben, ezt jelnek értékelik és úgy döntenek, letelepednek ott, majd megalapítják Daisy Town városát. Lucky Luke lesz a seriff, miután már több elődjét is agyonlőtték: felszabadítja a várost a négy Dalton fivér elnyomása alól, akik sanyargatták a lakosságot. Lucky Luke összejön a vonzó énekesnővel, Lottával.
Alig találnak azonban időt egymásra, mivel Luke teljes mértékben időigényes és stresszes munkájának szenteli magát. Hamarosan elégedetlenség tör ki a városban, mivel Luke túlzott precizitása sokakat bosszant. A helyzetet kihasználják Daltonék: először a jövőre vonatkozó jóslatokkal, például a bölények kipusztulásával, olajfúrótornyok építésével, valamint a prérik atombombákkal és útépítésekkel történő megsemmisítésével ijesztgetik az indiánokat, majd Luke ellen fordítják a városlakókat. Párbajra kerül sor a négy fivér és Lucky Luke között, Jolly Jumper pedig Luke mellé áll, hogy megvédje őt. Végül Luke-nak sikerül kiiktatnia a Daltonokat, így minden jóra fordul.
Amikor a közelben aranyat találnak, a város lakói között kitör az aranyláz, és sokan közülük elmenekülnek Daisy Townból. Lucky Luke százszorszépekkel búcsúzik Lotától, majd ellovagol a horizont felé. 

## Szereplők
| Színész                  | Szerep                 | Magyar hang        | Magyar hang        |
| Színész                  | Szerep                 | 1. magyar változat | 2. magyar változat |
| ------------------------ | ---------------------- | ------------------ | ------------------ |
| Terence Hill             | Lucky Luke             | Ujréti László      | Ujréti László      |
| Roger Miller             | Jolly Jumper (hangja)  | Hollósi Frigyes    | Hollósi Frigyes    |
| Nancy Morgan             | Lotta Legs             | Pálos Zsuzsa       | Prókai Annamária   |
| Fritz Sperberg           | Averell Dalton         | Ungvári István     |                    |
| Dominic Barto            | William Dalton         | Barbinek Péter     |                    |
| Bo Greigh                | Jack Dalton            | Uri István         | Wohlmuth István    |
| Ron Carey                | Joe Dalton             | Papp János         | Koroknay Géza      |
| Neil Summers             | Virgil seriffhelyettes | Cs. Németh Lajos   |                    |
| Arsenio 'Sonny' Trinidad | Ming La Pu             | Komlós András      | Izsóf Vilmos       |
| Buff Douthitt            | Polgármester           | Szoó György        |                    |
| Jack Caffrey             | Kalapárus              | Beregi Péter       | Kránitz Lajos      |

## A film zenéje
A film nyitótémája a "Lucky Luke Rides Again" című dal, amelyet Roger Miller ad elő. A fő téma az Arlo Guthrie által előadott "The Lonesomest Cowboy in the West" című dal.

## Fogadtatás
A CineMagazine 2 csillagosra értékelte a filmet.

## Fordítás
- Ez a szócikk részben vagy egészben  a   Lucky Luke (1991 film) című angol Wikipédia-szócikk fordításán alapul.  Az eredeti cikk szerkesztőit annak laptörténete sorolja fel. Ez a jelzés csupán a megfogalmazás eredetét és a szerzői jogokat jelzi, nem szolgál a cikkben szereplő információk forrásmegjelöléseként.